# Sucreameisenpitta
Der Sucreameisenpitta (Grallaricula cumanensis) ist eine seltene Vogelart aus der Familie der Ameisenpittas (Grallariidae). Er ist ein Bewohner feuchter Bergwälder im Nordosten Venezuelas, über seine Lebensweise ist nur sehr wenig bekannt. Traditionell als Unterart des Graukappen-Ameisenpittas (G. nana) betrachtet, wird der Sucreameisenpitta erst seit den 2000er-Jahren als eigenständige Art anerkannt. Von der IUCN wird er derzeit als „gefährdet“ eingestuft.

## Merkmale
Der Sucreameisenpitta ist ein kleiner Vogel mit rundlichem Körperbau, besonders kurzem Schwanz und sehr langen, dünnen Beinen. Seine Körpergröße liegt zwischen 10,5 und 11 cm. Ein äußerlich erkennbarer Sexualdimorphismus liegt bei der Art nicht vor. Das Gefieder ist an der Oberseite in einem dunklen Olivbraun gefärbt, das an den Flügeln tendenziell etwas mehr ins Bräunliche übergeht. Die Handschwingen besitzen darüber hinaus schmale, gelbbraune Säume. Nacken, Haube und Stirn sind schiefergrau. Im Gesichtsbereich finden sich ein orange-roter bis orange-brauner Fleck an den Zügeln sowie ein heller gefärbter Augenring, der jedoch bei einigen Exemplaren reduziert ist und sich lediglich halbmondförmig hinter dem Auge erstreckt. Die Ohrdecken, der obere Teil der Kehle und die Seiten des Halses sind in einem kräftigen, bräunlichen Orange gefärbt, das sich als Bogen entlang der Brust und den Seiten bis zu den Unterschwanzdecken fortsetzt. Im Kontrast dazu ist der Bauch leuchtend weiß gefärbt, was den Eindruck eines auf dem Kopf stehenden, orangefarbenen Us an der Vorderseite entstehen lässt. An der unteren Kehle und im oberen Brustbereich erstreckt sich außerdem ein schmales, unvollständiges Band in verwaschenem Weiß. Der kurze, flache Schnabel ist überwiegend schwarz, lediglich an der Basis finden sich weißliche Akzente. Die unbefiederten Beine und Füße sind hingegen grau gefärbt. Die Iris des Auges zeigt ein unauffälliges Dunkelbraun. Noch nicht ausgewachsene Vögel wurden bislang nur sehr selten gesichtet. Die Erstbeschreibung der Unterart G. c. pariae aus dem Jahr 1949 bezeichnet das Jugendkleid als dem der Adulten schon recht ähnlich, gibt aber für die beobachteten Exemplare kein Alter an. Das Zentrum der Stirn, die Haube und der Nacken waren bei diesen Vögeln noch dunkelbraun statt schiefgrau. Auffällig war außerdem das Fehlen des weißen Gefieders im Brustbereich, der stattdessen noch einheitlich orange-braun gefärbt war.

## Habitat und Verhalten
Der Sucreameisenpitta bewohnt hochgelegene, tropische oder subtropische Bergwälder in der Nähe der Karibikküste, die durch Epiphyten in großer Zahl geprägt sind. Ob er dort, wie der Graukappen-Ameisenpitta, vor allem dichte Bambusstände als Lebensraum bevorzugt, ist nicht gesichert. Generell sind viele Aspekte des Verhaltens der Art bislang mehr oder weniger gänzlich unbekannt. Umfassend erforscht ist lediglich der Gesang, der eine wichtige Rolle bei der systematischen Neueinordnung der Population spielte. Dabei handelt es sich um eine Abfolge von bis zu 40 einzelnen, hochfrequenten Tönen, die in einem Zeitraum von lediglich zwei Sekunden und mit ansteigender Lautstärke wiedergegeben werden. Über das Fortpflanzungsverhalten liegt nur die Information vor, dass im Mai Exemplare mit vergrößerten Gonaden gesichtet wurden, was darauf hindeutet, dass diese Vögel sich in der Brutzeit befanden. Darüber hinaus existieren Beschreibungen einiger Eier, die mit hoher Sicherheit dem Sucreameisenpitta zugeordnet werden können. Diese sind in etwa 20,0 × 16,3 mm groß. Die Schale zeigt eine cremig-weiße Grundfarbe, die mit braunen und dunkelbraunen Tupfern und Flecken gesprenkelt ist. Das Leergewicht der Eier beträgt circa 0,17 g, woraus sich ein rechnerisches Lebendgewicht von etwa 2,8 g ergibt. Nahrung und Jagdverhalten der Art sind noch unerforscht. Da es sich bei anderen, besser bekannten Vertretern der Gattung Grallaricula um reine Insektenfresser handelt, kann mit großer Wahrscheinlichkeit davon ausgegangen werden, dass auch der Sucreameisenpitta sich zumindest überwiegend von Gliederfüßern ernährt.

## Verbreitung und Gefährdung

Verbreitungsgebiet des Sucreameisenpittas

Die Art ist ein endemischer Bewohner der Küstengebirge im Norden Venezuelas, wo sie zwei kleine, voneinander isolierte Verbreitungsgebiete besiedelt. Eines dieser Gebiete liegt auf der Paria-Halbinsel im namensgebenden Bundesstaat Sucre. Das andere liegt etwas weiter westlich, an der Grenze Sucres mit Anzoátegui und Monagas im Turimiquire-Massiv. Nachweise gelangen dabei bislang auf Höhenlagen zwischen 600 und 1850 m. Vor allem auf Grund dieses kleinen Verbreitungsgebiets stuft die IUCN den Sucreameisenpitta mit Stand 2016 als „gefährdet“ (Status vulnerable) ein. Genaue Einschätzungen der Bestandszahlen liegen der Organisation nicht vor, es wird jedoch von einem negativen Populationstrend ausgegangen. Als größte Bedrohung für den Fortbestand der Art gilt die zunehmende Zerstörung ihres Lebensraums. Besonders im Turimiquire-Massiv wird der ursprüngliche Wald mit dichtem Unterwuchs mehr und mehr abgeholzt, um Platz für den Anbau von Mango, Bananen, Zitrusfrüchten und vor allem Kaffee zu schaffen. Diese Praxis wird auch in eigentlich streng geschützten Gebieten, wie dem Nationalpark El Guácharo, nur selten effektiv unterbunden.

## Systematik
Der Sucreameisenpitta wurde ursprünglich im Jahr 1900 von dem deutschen Ornithologen Ernst Hartert als eigenständige Art mit dem wissenschaftlichen Namen Grallaricula cumanensis beschrieben. Das Artepitheton nimmt Bezug auf die Küstenstadt Cumaná in Sucre. Als Lectotypus legte Hartert später ein männliches Exemplar fest, das im Februar 1898 in der Nähe des Ortes Las Palmales gesammelt worden war. Im größten Teil des 20. Jahrhunderts wurde der Sucreameisenpitta einhellig als Unterart des deutlich weiter verbreiteten Graukappen-Ameisenpittas betrachtet. Erst in den 1990er-Jahren begannen Wissenschaftler, diesen Status in Frage zu stellen. Der Ornithologe Thomas Donegan führte schließlich im Jahr 2008 eine größere Studie der einzelnen Unterarten des Graukappen-Ameisenpittas durch und empfahl im Zuge dessen, den Sucreameisenpitta wieder in den Rang einer eigenen Art zu erheben. Als Begründung führte er neben subtileren Unterschieden bei der Gefiederfärbung vor allem den anders klingenden Gesang dieser Population an. Dieser Einschätzung folgen mittlerweile maßgebliche Autoritäten wie die International Ornithologists’ Union. Neben dem Graukappen-Ameisenpitta gilt der Rostbrust-Ameisenpitta (G. ferrugineipectus) als nächster Verwandter der Art. Alle drei Arten bilden möglicherweise gemeinsam eine Superspezies.
Neben der Nominatform G. c. cumanensis wird aktuell noch eine weitere Unterart als gültig anerkannt:
- G. c. cumanensis Hartert, 1900 – Verbreitet im Turimiquire-Massiv.
- G. c. pariae Phelps & Phelps,WH Jr, 1949 – Verbreitet auf der Paria-Halbinsel. Bei dieser Form fehlen die gelbbraunen Säume der Handschwingen. Außerdem ist ihr Gesang etwas kürzer und wird auf einer niedrigeren Frequenz vorgetragen.